# Élections législatives de 1997 dans l'Yonne
Les élections législatives françaises de 1997 se déroulent les 25 mai et 1er juin 1997. Dans le département de l'Yonne, trois députés sont à élire dans le cadre de trois circonscriptions.

## Élus
| Circonscription | Député sortant      | Parti | Parti | Député élu ou réélu | Parti | Parti |
| --------------- | ------------------- | ----- | ----- | ------------------- | ----- | ----- |
| 1re             | Jean-Pierre Soisson |       | MDR   | Jean-Pierre Soisson |       | MDR   |
| 2e              | Yves Van Haëcke     |       | RPR   | Henri Nallet        |       | PS    |
| 3e              | Philippe Auberger   |       | RPR   | Philippe Auberger   |       | RPR   |

## Résultats

### Résultats à l'échelle du département
| Parti          | Parti                                    | Premier tour | Premier tour | Second tour | Second tour | Sièges |
| Parti          | Parti                                    | Voix         | %            | Voix        | %           | Sièges |
| -------------- | ---------------------------------------- | ------------ | ------------ | ----------- | ----------- | ------ |
|                | Rassemblement pour la République         | 26 531       | 18,06        | 55 271      | 38,27       | 1      |
|                | Mouvement des réformateurs               | 14 463       | 9,84         | 25 422      | 17,60       | 1      |
|                | Divers droite                            | 10 231       | 6,96         |             |             | 0      |
|                | La Droite indépendante                   | 5 182        | 3,53         | 0           |             |        |
|                | Droite parlementaire                     | 56 407       | 38,39        | 80 693      | 55,88       | 2      |
|                |                                          |              |              |             |             |        |
|                | Parti socialiste                         | 27 148       | 18,48        | 48 290      | 33,44       | 1      |
|                | Parti communiste français                | 19 119       | 13,01        |             |             | 0      |
|                | Les Verts                                | 5 559        | 3,78         | 0           |             |        |
|                | Divers gauche dont MDC                   | 1 654        | 1,13         | 0           |             |        |
|                | Gauche plurielle                         | 53 480       | 36,40        | 48 290      | 33,44       | 1      |
|                |                                          |              |              |             |             |        |
|                | Front national                           | 27 392       | 18,64        | 15 429      | 10,68       | 0      |
|                | Extrême gauche dont LCR, LO et PT        | 4 034        | 2,75         |             |             | 0      |
|                | Divers écologiste dont LT-LNÉ, MÉI et GÉ | 3 221        | 2,19         | 0           |             |        |
|                | Divers                                   | 2 398        | 1,63         | 0           |             |        |
|                |                                          |              |              |             |             |        |
| Inscrits       | Inscrits                                 | 226 104      | 100,00       | 226 077     | 100,00      | 3      |
| Abstentions    | Abstentions                              | 71 222       | 31,5         | 65 224      | 28,85       |        |
| Votants        | Votants                                  | 154 882      | 68,5         | 160 853     | 71,15       |        |
| Blancs et nuls | Blancs et nuls                           | 7 950        | 5,13         | 16 441      | 10,22       |        |
| Exprimés       | Exprimés                                 | 146 932      | 94,87        | 144 412     | 89,78       |        |

### Résultats par circonscription

#### Première circonscription (Auxerre)
| Candidat                     | Candidat                          | Parti          | Premier tour | Premier tour | Second tour | Second tour |  |
| Candidat                     | Candidat                          | Parti          | Voix         | %            | Voix        | %           |  |
| ---------------------------- | --------------------------------- | -------------- | ------------ | ------------ | ----------- | ----------- |  |
|                              | Jean-Pierre Soisson sortant réélu | MDR            | 14 463       | 31,65        | 25 422      | 53,37       |  |
|                              | Guy Ferez                         | PS             | 8 751        | 19,15        | 22 211      | 46,63       |  |
|                              | Marcelin Foissier                 | FN             | 7 738        | 16,93        |             |             |  |
|                              | Jean-Marc Langoureau              | PCF            | 4 156        | 9,09         |             |             |  |
|                              | Claude Dassie                     | LDI (MPF)      | 2 455        | 5,37         |             |             |  |
|                              | Denis Martin                      | Les Verts      | 1 551        | 3,39         |             |             |  |
|                              | Alain Wolf                        | LO             | 1 139        | 2,49         |             |             |  |
|                              | Jean-Paul Rousseau                | MDC            | 989          | 2,16         |             |             |  |
|                              | Jean-Jacques Revillon             | Divers         | 804          | 1,76         |             |             |  |
|                              | Gérard Gomez                      | GÉ             | 728          | 1,59         |             |             |  |
|                              | Emmanuel Guidet                   | Divers         | 718          | 1,57         |             |             |  |
|                              | Martin Millot                     | Divers         | 674          | 1,47         |             |             |  |
|                              | Philippe Archambault              | MÉI            | 571          | 1,25         |             |             |  |
|                              | Michel Villerey                   | PT             | 569          | 1,25         |             |             |  |
|                              | Jean Malewski                     | LCR            | 393          | 0,86         |             |             |  |
|                              |                                   |                |              |              |             |             |  |
| Inscrits                     | Inscrits                          | Inscrits       | 73 068       | 100,00       | 73 064      | 100,00      |  |
| Abstentions                  | Abstentions                       | Abstentions    | 24 656       | 33,74        | 21 574      | 29,53       |  |
| Votants                      | Votants                           | Votants        | 48 412       | 66,26        | 51 490      | 70,47       |  |
| Blancs et nuls               | Blancs et nuls                    | Blancs et nuls | 2 713        | 5,6          | 3 857       | 7,49        |  |
| Exprimés                     | Exprimés                          | Exprimés       | 45 699       | 94,4         | 47 633      | 92,51       |  |
| Source : Assemblée nationale |                                   |                |              |              |             |             |  |

#### Deuxième circonscription (Avallon)
| Candidat       | Candidat                | Parti          | Premier tour | Premier tour | Second tour | Second tour |  |
| Candidat       | Candidat                | Parti          | Voix         | %            | Voix        | %           |  |
| -------------- | ----------------------- | -------------- | ------------ | ------------ | ----------- | ----------- |  |
|                | Yves Van Haëcke sortant | RPR            | 12 063       | 26,16        | 22 259      | 46,05       |  |
|                | Henri Nallet élu        | PS             | 11 730       | 25,44        | 26 079      | 53,95       |  |
|                | Claude Moreau           | FN             | 8 409        | 18,24        |             |             |  |
|                | Guy Lavrat              | PCF            | 5 452        | 11,82        |             |             |  |
|                | Jean-François Gillon    | Les Verts      | 2 829        | 6,14         |             |             |  |
|                | Renaud de Belmont       | LDI (MPF)      | 1 405        | 3,05         |             |             |  |
|                | Olivier Delafon         | Divers droite  | 1 366        | 2,96         |             |             |  |
|                | Armand Gaudiau          | LO             | 1 356        | 2,94         |             |             |  |
|                | Raymond Valentin        | Divers droite  | 919          | 1,99         |             |             |  |
|                | Gilles Letort           | LCR            | 577          | 1,25         |             |             |  |
|                |                         |                |              |              |             |             |  |
| Inscrits       | Inscrits                | Inscrits       | 70 629       | 100,00       | 70 619      | 100,00      |  |
| Abstentions    | Abstentions             | Abstentions    | 21 878       | 30,98        | 18 548      | 26,26       |  |
| Votants        | Votants                 | Votants        | 48 751       | 69,02        | 52 071      | 73,74       |  |
| Blancs et nuls | Blancs et nuls          | Blancs et nuls | 2 645        | 5,43         | 3 733       | 7,17        |  |
| Exprimés       | Exprimés                | Exprimés       | 46 106       | 94,57        | 48 338      | 92,83       |  |

#### Troisième circonscription (Sens)
| Candidat       | Candidat                        | Parti             | Premier tour | Premier tour | Second tour | Second tour |  |
| Candidat       | Candidat                        | Parti             | Voix         | %            | Voix        | %           |  |
| -------------- | ------------------------------- | ----------------- | ------------ | ------------ | ----------- | ----------- |  |
|                | Philippe Auberger sortant réélu | RPR               | 14 468       | 26,24        | 33 012      | 68,15       |  |
|                | Pierre Péres                    | FN                | 11 245       | 20,4         | 15 429      | 31,85       |  |
|                | Jean Cordillot                  | PCF               | 9 511        | 17,25        |             |             |  |
|                | Gérard Bourgoin                 | Divers droite     | 7 525        | 13,65        |             |             |  |
|                | Dominique Calvary               | PS                | 6 667        | 2,4          |             |             |  |
|                | Jacqueline Prieur               | LDI (MPF)         | 1 322        | 2,4          |             |             |  |
|                | Alberte Barillet                | LT-LNÉ            | 1 288        | 2,34         |             |             |  |
|                | Bernard Pesquet                 | Les Verts         | 1 179        | 2,14         |             |             |  |
|                | Geneviève Olejniczak            | Divers écologiste | 634          | 1,15         |             |             |  |
|                | Cyril Boulleaux                 | MDC               | 427          | 0,77         |             |             |  |
|                | Alexandre Rousset               | Divers droite     | 421          | 0,76         |             |             |  |
|                | Bernard Teper                   | IR                | 238          | 0,43         |             |             |  |
|                | Philippe Blaess                 | Extrême droite    | 202          | 0,37         |             |             |  |
|                |                                 |                   |              |              |             |             |  |
| Inscrits       | Inscrits                        | Inscrits          | 82 407       | 100,00       | 82 394      | 100,00      |  |
| Abstentions    | Abstentions                     | Abstentions       | 24 688       | 29,96        | 25 102      | 30,47       |  |
| Votants        | Votants                         | Votants           | 57 719       | 70,04        | 57 292      | 69,53       |  |
| Blancs et nuls | Blancs et nuls                  | Blancs et nuls    | 2 592        | 4,49         | 8 851       | 15,45       |  |
| Exprimés       | Exprimés                        | Exprimés          | 55 127       | 95,51        | 48 441      | 84,55       |  |